# Nabkha

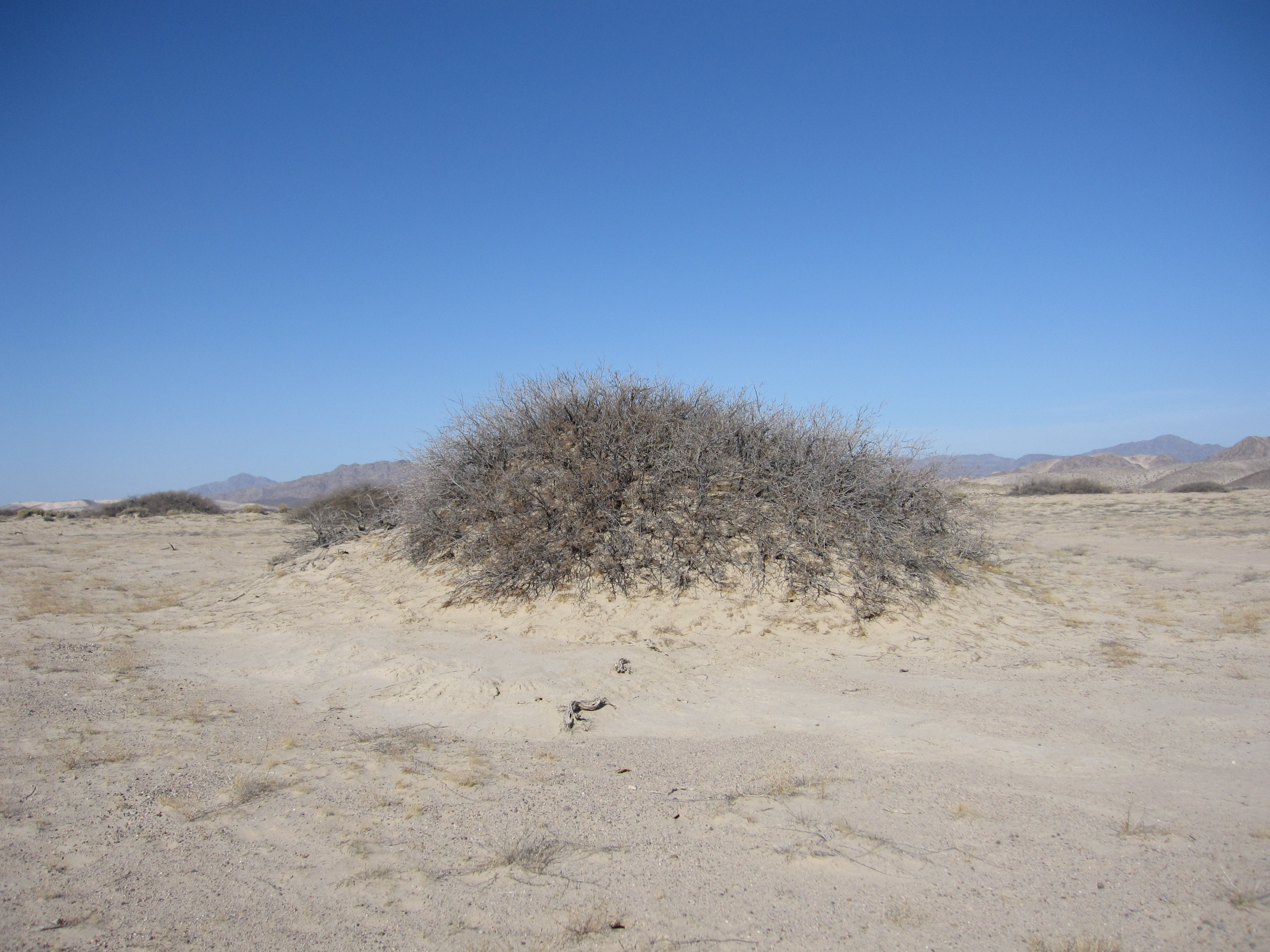
Nabkha alrededor de mezquite (Prosopis glandulosa) en California

Una nabkha, nebkha o nebka es un tipo de duna de arena. Otros términos utilizados incluyen duna de sotobosque o duna de montículo pero estos se refieren con mayor precisión a otro tipo de dunas. Los autores también han utilizado los términos montículo fitogénico, montículo de arbustos, duna de monte bajo, duna de protuberancias, túmulo de dunas, rebdou, nebbe y takouit.
En general, una nabkha es una duna de arena que se forma alrededor de la vegetación. Se trata de sedimentación eólica, una estructura construida y moldeada por la acción del viento.
Las nabkhas son comunes y aparecen en muchas regiones. Los campos de nabkha más conocidos se encuentran en el desierto de Lut en Irán, el desierto árabe de Kuwait, la cuenca del río Hotan en Xinjiang, China, Nuevo México en los Estados Unidos y el estado de Chihuahua en México.

## Estructura
Muchas especies de plantas que viven en la arena forman nabkhas. En el desierto chihuahuense se encuentran el árbol del jabón (Yucca elata), la creosota (Larrea tridentata) y el atriplex (Atriplex spp.). En China, las nabkhas se forman con bastante frecuencia alrededor de Caragana microphylla, así como Cleistogenes squarrosa, Leymus chinensis, Caragana stenophylla, Stipa grandis y S. glareosa, además de tamariscos, juncos y alhagi. En el Parque Nacional Jal Az-Zor en Kuwait, se encuentran alrededor de Nitraria retusa, Zygophyllum qatarense, Haloxylon salicornicum y Panicum turgidum. Halófitas como Tamarix aucheriana, Halocnemum strobilaceum y Salicornia europaea tienen nabkhas en suelos salinos, mientras que Cyperus conglomeratus, Rhanterium epapposum, Astragalus spinosus, Lycium shawii y Citrulus colocynthis se ven en zonas no salinas. En la península del Sinaí de Egipto se han registrado en Artemisia monosperma, Moltkiopsis ciliata, Calligonum polymeroides, Stipagrostis scoparia y Retama raetam. En Asia central y áreas circundantes se encuentran en las especies Calotropis, Ziziphus, Salvadora y Heliotropium.
Una nabkha es variable en tamaño y forma. El ejemplo típico es un montículo empinado con una cima plana. Las nabkhas más grandes del desierto de Chihuahua alcanzan unos 4,3 metros de alto por 40 metros de ancho. Las dunas más grandes conocidas tenían 10 metros de altura y un kilómetro de longitud; estas grandes dunas han sido llamadas mega-nabkhas. En diversos lugares, las mega-nabkhas también se denominan crestas de precipitación, crestas de dunas limítrofes y, en holandés, randwallen. A veces sólo las puntas de las ramas de la planta sobresalen de la arena, y otras veces la planta queda completamente envuelta. Las nabkhas pueden unirse y formar amplios campos de dunas montañosas o, más a menudo, cadenas y parches de dunas dispersos. La composición de la arena también es variable. Los sedimentos de limo y arcilla pueden formar parte de la duna.  Las nabkhas del desierto de Namib son ricas en sedimentos.En la costa de Kuwait, las nabkhas se forman alrededor de la Nitraria retusa que crece en sabkhas, una forma de salinas. Estas dunas están compuestas de arenas de cuarzo, yeso y feldespato mezcladas con trozos de roca volcánica y granos de calcita. Se pueden encontrar fragmentos de conchas demoluscos y oolitos. Se encuentran trazas de granate, circón, topacio y turmalina. La dolomita es común. Las nabkhas costeras pueden ser erosionadas por el agua salada, e incluso arrastradas por el agua, dejando atrás la planta.
El tipo de planta influye en la forma de la nabkha. Por ejemplo, la flor del tesoro (Gazania rigens) forma dunas altas, cónicas o alargadas, mientras que la margarita de playa (Arctotheca populifolia) forma dunas más cortas y semicirculares. La especie Retama raetam es un arbusto leñoso tolerante a la salinidad que puede extender sus raíces hasta 20 metros de profundidad en el suelo, persistiendo en condiciones duras y eventualmente construyendo nabkhas de hasta 8 metros de ancho. Por lo general, una planta no puede retener suficiente arena para iniciar una nabkha hasta que mide al menos 10 centímetros de altura.
Algunas fuentes describen a las nabkhas como características efímeras del paisaje, pero otras investigaciones muestran que pueden durar más de lo que se creía anteriormente. Algunas duran más de 100 años. Aun así, una nabkha en una planta anual generalmente sólo dura una temporada. Una nabkha también puede ser autolimitante si la acumulación de arena eleva la planta lo suficiente fuera del nivel freático como para que muera.

## Ecología
Las nabkhas son características comunes en paisajes que están sufriendo desertificación. En América del Norte, un signo característico de la desertificación es la propagación de mezquites (Prosopis spp.) en el hábitat. Los mezquites acumulan rápidamente arena arrastrada por el viento, formando nabkhas. En el norte de China, las nabkhas estaban presentes en los pastizales antes de que se convirtieran en tierras agrícolas, pero esta conversión aceleró su desarrollo y son una característica común de los campos agrícolas abandonados en la región. Allí son indicadores de la erosión del suelo.
Los nabkhas desarrollan sus propios ecosistemas. Son el hogar de una variedad de animales, incluidos muchos invertebrados como los nematodos y la pulga de arena Talochestria capensis. La duna tiende a tener más material orgánico que la arena circundante, ya que la materia vegetal arrastrada por el viento se acumula en ella y las raíces de las plantas la penetran. En las zonas desérticas de Kuwait, degradadas y contaminadas por petróleo, las plantas con nabkhas actúan como ingenieros del ecosistema, albergando un sitio protegido con capas de suelo relativamente rico en el que pueden crecer otras plantas. Las nabkhas en plantas fijadoras de nitrógeno, como las legumbres, pueden tener niveles elevados de nitrógeno y otros nutrientes que otras plantas pueden utilizar. Las dunas pueden convertirse en islas de diversidad vegetal en un hábitat que de otro modo sería pobre.

## Etimología
Nabkha es una palabra árabe que se ha utilizado durante al menos 14 siglos. Se traduce aproximadamente como «pequeño montículo arenoso».